# فلورن روامبا
فلورن روامبا (انگلیسی: Florent Rouamba؛ زادهٔ ۳۱ دسامبر ۱۹۸۶) بازیکن فوتبال اهل بورکینافاسو بود.
از باشگاه‌هایی که در آن بازی کرده است می‌توان به باشگاه فوتبال چارلتون اتلتیک و باشگاه فوتبال شریف تیراسپول اشاره کرد.
وی همچنین در تیم ملی فوتبال بورکینافاسو بازی کرده است.